# Herman Wildenvey
Herman Wildenvey (født Herman Theodor Portaas, 20. juli 1885 på Smedjordet i Nedre Eiker, død 27. september 1959) var en norsk digter. 
Wildenvey viste poetisk talent allerede på gymnasiet. Han rejste til USA i 1904 med S/S Norge og overlevede skibets forlis, noget han senere skrev om. Han var gift med forfatteren Gisken Wildenvey. Han boede i Stavern fra 1923 frem til sin død.
Wildenvey regnes af mange som det 20. århundredes store norske poet og udgav 44 værker og gendigtede kendte værker af Shakespeare, Hemingway, Heinrich Heine, Æsop, Paul Geraldy, Liam O'Flagety og Goethe. 
Wildenvey bliver regnet som centrallyriker. Han skrev altså om emner som er centrale i de fleste menneskers liv. Han skrev meget om kærlighed og kaldes gerne forårets og forelskelsens digter. Han skrev digtene sine i traditionelle form, med rim og rytme. 
Herman Wildenveys Poesipris uddeles hvert år på digterens fødselsdag ved et arrangement på Hergisheim. Prisen består af kr 15 000 samt en plaket med bronzerelief udført af billedhuggeren Ørnulf Bast. Formålet med prisen er at styrke interessen for Herman Wildenveys digterkunst og stimulere arbejdet for at poetiske værdier får større plads i vores hverdag. 